# 福江 (名古屋市)
福江（ふくえ）は愛知県名古屋市昭和区にある町名。現行行政地名は福江一丁目から福江三丁目。住居表示実施済み。

## 地理
名古屋市昭和区の南西部に位置し、東に白金、西に中区千代田と中区金山と熱田区桜田町、南に高辻町、北に鶴舞と接する。

## 歴史
- 1931年（昭和6年）4月1日 - 中区御器所町の一部により、同区福江町が成立[5]。
- 1937年（昭和12年）10月1日 - 昭和区に編入され、同区福江町となる[5]。
- 1972年（昭和47年）8月1日 - 昭和区福江町は福江一丁目・福江二丁目・福江三丁目・白金一丁目・白金二丁目・白金三丁目にそれぞれ編入され消滅[5]。また、昭和区福江一丁目が御器所町・吸場町・福江町・堀江町の各一部、福江二丁目が御器所町・白金町・福江町・堀江町の各一部、福江三丁目が池内町・桜田町の全域および御器所町・高辻通・福江町・堀江町の各一部によりそれぞれ成立する[5]。
- 1976年（昭和51年）3月1日 - 福江二丁目に昭和環境事業所が移転する[6]。

## 世帯数と人口
2019年（平成31年）1月1日現在の世帯数と人口は以下の通りである。
| 丁目       | 世帯数    | 人口    |
| ---------- | --------- | ------- |
| 福江一丁目 | 481世帯   | 930人   |
| 福江二丁目 | 415世帯   | 770人   |
| 福江三丁目 | 155世帯   | 224人   |
| 計         | 1,051世帯 | 1,924人 |

## 学区
市立小・中学校に通う場合、学校等は以下の通りとなる。また、公立高等学校に通う場合の学区は以下の通りとなる。
| 丁目       | 番・番地等 | 小学校               | 中学校               | 高等学校 |
| ---------- | ---------- | -------------------- | -------------------- | -------- |
| 福江一丁目 | 全域       | 名古屋市立白金小学校 | 名古屋市立円上中学校 | 尾張学区 |
| 福江二丁目 | 全域       | 名古屋市立白金小学校 | 名古屋市立円上中学校 | 尾張学区 |
| 福江三丁目 | 全域       | 名古屋市立白金小学校 | 名古屋市立円上中学校 | 尾張学区 |

## 交通
- 山王通

## 施設
- 昭和消防署 白金出張所
- バロー 高辻店
- DCM 名古屋白金店
- V・drug 福江店

## その他

### 日本郵便
- 郵便番号 : 466-0059[2]（集配局：昭和郵便局[9]）。